# Haselberg-Straßenteich
Koordinaten: 51° 17′ 42″ N, 12° 39′ 18″ O

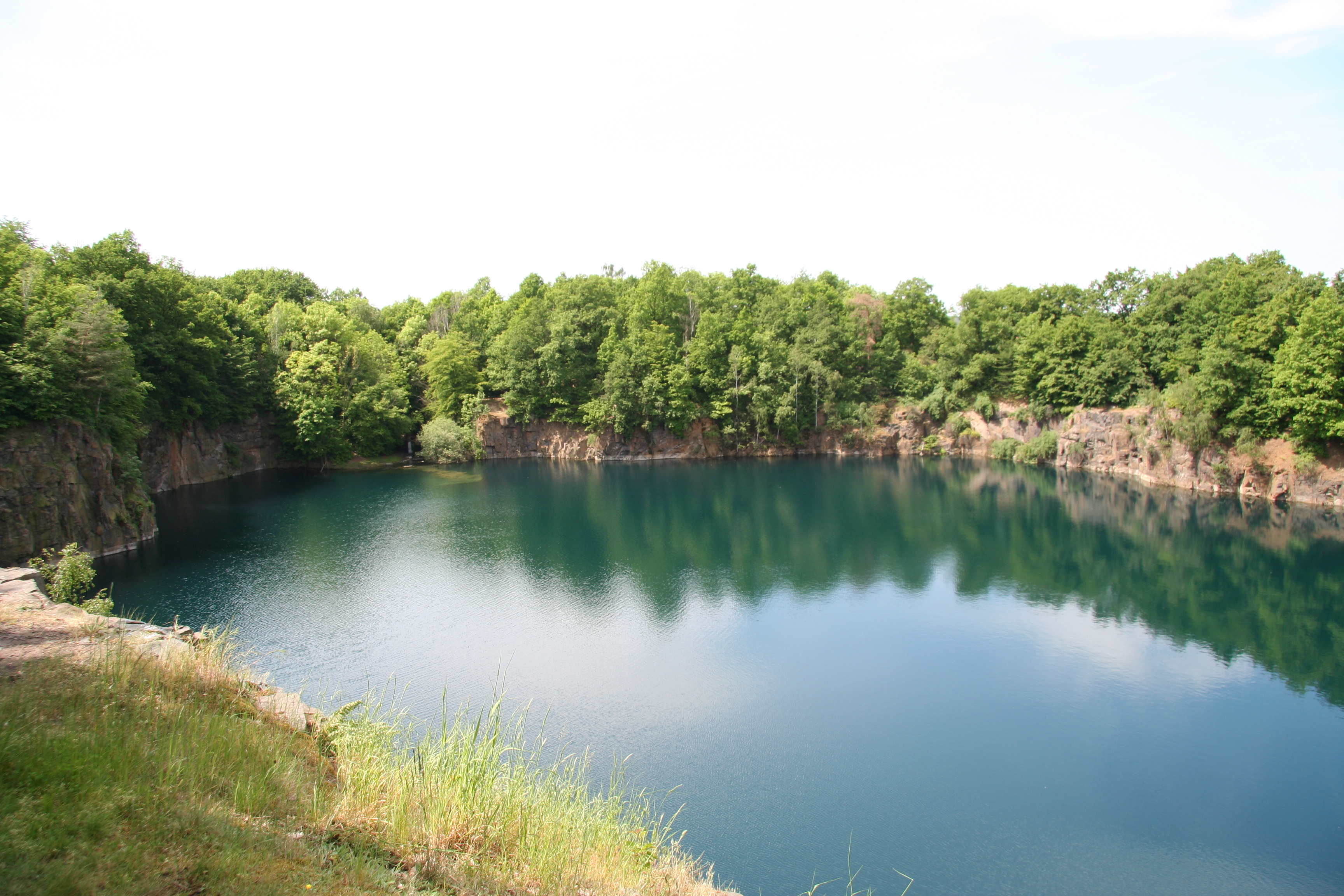
Naturschutzgebiet Haselberg-Straßenteich (Mai 2017)

Der Haselberg-Straßenteich ist ein Naturschutzgebiet im Landkreis Leipzig in Sachsen. Es erstreckt sich nordöstlich von Ammelshain, einem Ortsteil der Stadt Naunhof. Am nordwestlichen Rand des Gebietes verläuft die S 45, am südwestlichen Rand die Kreisstraße K 8364 und südlich die A 14. Durch den südlichen Bereich fließt der Saubach. Nordwestlich erstreckt sich das etwa 111,4 ha große Naturschutzgebiet (NSG) Polenzwald und nordöstlich das etwa 37,7 ha große NSG Schmielteich Polenz.

## Bedeutung
Das rund 39,0 ha große Gebiet mit der NSG-Nr. L 49 wurde im Jahr 1991 unter Naturschutz gestellt.